# Jean Pigozzi
Pour les articles homonymes, voir Pigozzi.
Jean Pigozzi, dit « Johnny », né le 4 janvier 1953 à Paris, est un jet-setter, entrepreneur, photographe, philanthrope et collectionneur d'art contemporain africain et japonais.

## Biographie
De nationalité franco-italienne. Fils d'Henri Théodore Pigozzi, industriel italien à la tête de la marque d'automobiles franco-italienne Simca (créée en France par Fiat) de 1935 à 1963. La fortune acquise par de son père, notamment à la vente de Simca à Chrysler en 1963, lui permet de vivre une vie de jet-setter, de philanthrope et de collectionneur d'art. Il a étudié à l'université Harvard avant de travailler pour Gaumont et la 20th Century Fox. Il vit à Genève, Paris, Antibes, Londres, New York et dans son île privée (baptisée l'isla Simca[source insuffisante]) au large de Panama.
Dans les années 1970, il s'installe à Los Angeles, fréquente la jet set. Côtoyant les stars hollywoodiennes avec lesquelles il se prend en photo et qu'il reçoit dans sa propriété d'Antibes, notamment lors du festival de Cannes. Il apparaît parfois dans de petits rôles au cinéma (notamment dans Un homme amoureux de Diane Kurys sorti en 1987). Il  se présente volontiers comme l'inventeur du selfie, qu'il est l'un des premiers à avoir pratiqué avec de multiples célébrités, et dont il fera des livres. 

### Collectionneur d'art
« J’avais une petite collection d’art contemporain, un petit Warhol, un petit LeWitt. Je suis devenu ami avec le grand collectionneur Charles Saatchi. Un jour, il me dit : « C’est très bien ce que tu as là, mais c’est sans intérêt. Si tu veux faire quelque chose qui ait du sens, tu dois te spécialiser. » »
En 1989, il visite l’exposition Magiciens de la terre au Centre Georges-Pompidou (« Je suis allé la voir le dernier jour, juste avant la fermeture, les gardiens me poussaient vers la sortie. » ), première exposition véritablement internationale où les œuvres contemporaines venues du monde entier étaient présentées à parité avec les œuvres du monde occidental. « Là, je vois Chéri Samba, Bouabré, Kingelez. Je suis sidéré. Je vois un art vivant, issu de l’imaginaire des artistes, sans influence de l’Occident, de ses musées, de ses galeries. »  Après sa rencontre avec le commissaire d'exposition, André Magnin, il finance la création de la Contemporary African Art Collection (CAAC), devenue la plus grande collection d'art contemporain africain,.
Si Pigozzi ne s’est jamais rendu en Afrique, André Magnin  parcourt le continent pour constituer la collection Pigozzi pour assembler 10 000 pièces récoltées et quelque 200 expositions sur tous les continents. « Il n'y a pas de connexion entre tous ces artistes, mais ils avaient trois points communs : ils étaient vivants, ils habitaient en Afrique et ils étaient noirs. Ceux qui ont émigré, je ne les collectionne plus. [La provenance], c'est vaguement Afrique francophone. Le plus grand pays pour moi, c'est le Congo. »
Sa CAAC est basée à Genève et est exposée dans des institutions comme le musée des beaux-arts de Houston, le Grimaldi Forum à Monaco, le musée national d'art africain à Washington D.C., le musée Guggenheim de Bilbao, la Pinacothèque Giovanni et Marella Agnelli à Turin, la Tate Modern à Londres et la Fondation Louis Vuitton à Paris. 
En 2006, il débute la JaPigozzi Collection of contemporary Japanese art de jeunes artistes japonais : « Personne ne les connaît, il n'y a pas un livre sur l'art contemporain japonais. »
En 2022, Jean Pigozzi expose temporairement ses œuvres d'art africaines dans la gare maritime de Cannes et annonce pour 2026 un projet de création de musée d'art contemporain africain au sein de la Chapelle Saint Roch de la même ville.